# Élections locales britanniques de 2013
Les élections locales britanniques de 2013 se sont déroulées le 2 mai 2013,,,,.

## Résultats

### Pays de Galles

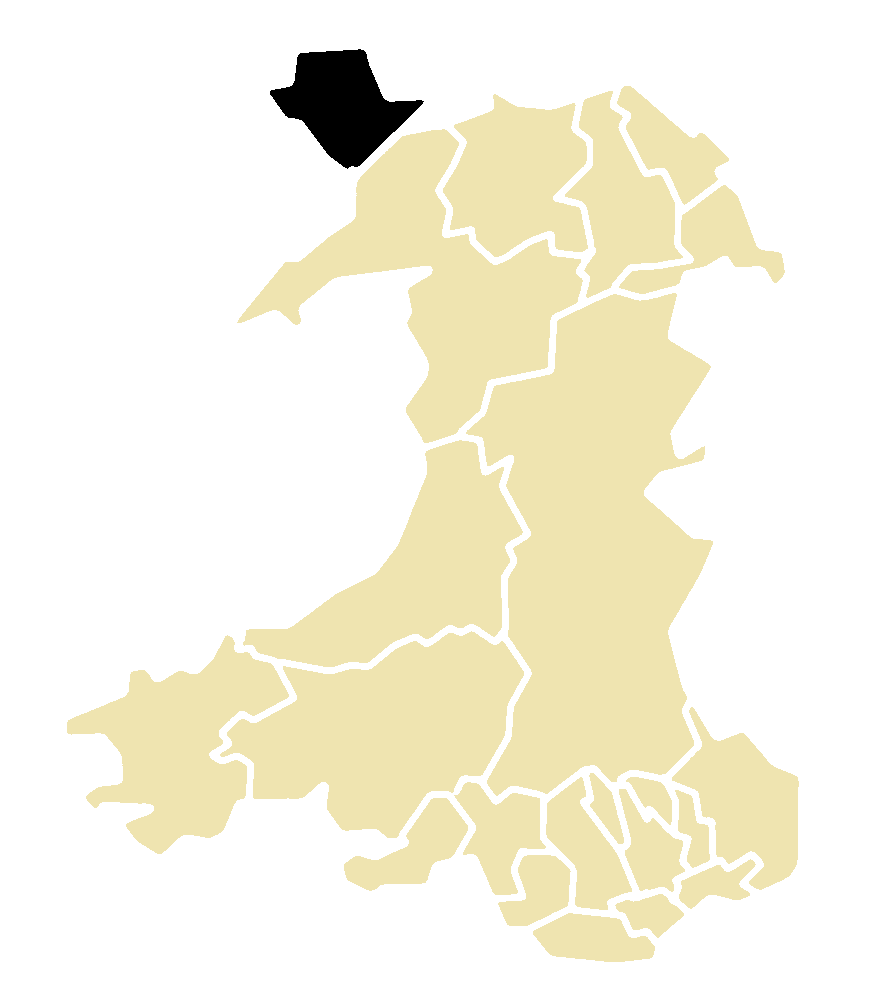
Majorité dans les conseils gallois.

| Conseil          | Majorité sortante | Majorité sortante | Majorité élue | Majorité élue |
| ---------------- | ----------------- | ----------------- | ------------- | ------------- |
| Isle of Anglesey |                   | Sans majorité     |               | Sans majorité |

### Angleterre
| Conseil         | Majorité sortante | Majorité sortante | Majorité élue | Majorité élue |
| --------------- | ----------------- | ----------------- | ------------- | ------------- |
| Buckinghamshire |                   | Conservateur      |               | Conservateur  |
| Cambridgeshire  |                   | Conservateur      |               | Sans majorité |
| Cumbria         |                   | Sans majorité     |               | Sans majorité |
| Derbyshire      |                   | Conservateur      |               | Travailliste  |
| Devon           |                   | Conservateur      |               | Conservateur  |
| Dorset          |                   | Conservateur      |               | Conservateur  |
| East Sussex     |                   | Conservateur      |               | Sans majorité |
| Essex           |                   | Conservateur      |               | Conservateur  |
| Gloucestershire |                   | Conservateur      |               | Sans majorité |
| Hampshire       |                   | Conservateur      |               | Conservateur  |
| Hertfordshire   |                   | Conservateur      |               | Conservateur  |
| Kent            |                   | Conservateur      |               | Conservateur  |
| Leicestershire  |                   | Conservateur      |               | Sans majorité |